# 林和星
林和星（1963年—），福建福清人，汉族，中华人民共和国政治人物、第十二届全国人民代表大会福建地区代表。
毕业于厦门大学建筑管理专业。加入中国共产党。2013年，担任全国人大代表。